# Gagarin (huyện của Sevastopol)
Huyện Gagarin (tiếng Ukraina: Гагарінський район, chuyển tự: Gagarins'kyi raion) là một huyện của Sevastopol thuộc Nga. Huyện Gagarin có diện tích 65 km², dân số theo điều tra dân số ngày 5 tháng 12 năm 2001 là 120842 người với mật độ 1859 người/km2. Trung tâm huyện nằm ở ?.